# Sigursteinn Gíslason
Sigursteinn Davíð Gíslason (født 25. juni 1968, død 16. januar 2012) var en islandsk fodboldspiller (forsvarer/midtbane) og -træner.
Gíslason tilbragte størstedelen af sin klubkarriere i hjemlandet, hvor han blandt andet spillede 11 år hos ÍA i sin fødeby samt syv år hos KR i Reykjavik. Han havde også et kort lejeophold i England, hos Stoke City.
Gíslason spillede desuden 22 kampe for Islands landshold. Han debuterede for holdet 17. oktober 1993 i en venskabskamp mod Tunesien. Hans sidste landskamp var også en venskabskamp, 18. august 1999 mod Færøerne.
Gíslason døde i 2012, i en alder af kun 43 år, af kræft i nyren.